# Cotoneaster neopopovii
Cotoneaster neopopovii là loài thực vật có hoa trong họ Hoa hồng. Loài này được Czerep. mô tả khoa học đầu tiên năm 1981.